# Álvaro Gómez (cyclisme)
Pour les articles homonymes, voir Álvaro Gómez et Gómez.
Gómez  Urrego est un nom espagnol. Le premier nom de famille, en général paternel, est Gómez ; le second, en général maternel, souvent omis, est Urrego.
Álvaro Yamid-Yesid Gómez Urrego, né le 16 août 1984 à Palocabildo (Tolima), est un coureur cycliste colombien.

## Palmarès
- 2010
  - 3e de la Vuelta a Cundinamarca
  - 3e de la Vuelta a Boyacá
- 2011
  - 3e de la Vuelta al Tolima
- 2013
  - 6e étape du Clásico RCN
  - 4e étape de la Vuelta a Cundinamarca
- 2014
  - 10e étape du Tour de Colombie (contre-la-montre)
- 2015
  - Clásica de Fusagasugá :
    - Classement général
    - 1re étape
- 2017
  - Vuelta a Cundinamarca :
    - Classement général
    - 4e étape
- 2019
  - 2e étape de la Vuelta a Cundinamarca

## Classements mondiaux
| Année            | 2011 | 2012 | 2013 | 2014 |
| ---------------- | ---- | ---- | ---- | ---- |
| UCI America Tour | 309e |      |      | 285e |